# Édouard de Fitz-James (1776-1838)
Édouard de Fitz-James, 6e duc de Fitz-James (10 janvier 1776 - 11 novembre 1838) est un homme politique, militaire et pair français.

## Biographie

### Vie privée
Édouard de Fitz-James est le fils de Jacques Charles, 5e duc de Fitz-James (1743-1805), et de son épouse Marie Claudine Sylvie de Thiard de Bissy (1752-1812), fille d'Henri de Thiard de Bissy.

### Vie publique

#### Révolution françaiseetPremier Empire
La famille Fitz-James émigre en Italie dès le début de la Révolution française. Édouard suit d'abord son goût pour les beaux-arts puis s'engage dans l'armée de Condé, où il sert en qualité d'aide-de-camp du maréchal de Castries avant de partir en voyage en Angleterre.
Ayant obtenu sa radiation de la liste des émigrés, il rentre en France en 1801 et vit retiré jusqu'à la chute de l'Empire. En 1813, il accepte le grade de caporal dans la première légion de la garde nationale et est envoyé avec ce corps à la barrière de Monceau le 30 mars 1814, où il harangue ses camarades pour les dissuader de prendre part à la défense de la capitale. Le lendemain, jour où est signée la capitulation de Paris, on le voit parcourir la ville avec le vicomte Sosthène de La Rochefoucauld et quelques autres jeunes aristocrates, arborant des cocardes blanches et criant : Vive le roi !

#### Restauration
Sous la Première Restauration, il devient aide de camp et premier gentilhomme de la chambre du comte d'Artois, colonel de la garde nationale à cheval et pair de France (4 juin 1814). Il accompagne le frère du roi dans sa tournée dans le Midi de la France et à Lyon. Durant les Cent-Jours (mars-juin 1815), il part à Gand avec Louis XVIII, puis revient à Paris et reprend sa place à la Chambre des pairs où il affiche des opinions ultra-royalistes. 
Le 21 octobre 1815, il propose de voter des remerciements au duc d'Angoulême. 
Il se signale pendant le procès du maréchal Ney, jugé par la Chambre des pairs, par son insistance à réclamer la peine de mort contre lui ; c'est d'ailleurs lui qui apporte le verdict au Palais des Tuileries dans la nuit du 6 décembre 1815. 
Il a aussi joué un rôle lors du procès intenté à son beau-frère, le général Bertrand en publiant une lettre dans laquelle il affirme que le général avait prêté serment à Louis XVIII. Sa conduite est sévèrement jugée par l'opinion publique et donne notamment lieu à la publication d'un quatrain :
Fitz-James, de Judas renouvelant le crime,
Vient de vendre son frère et de trahir sa foi :
Fitz-James n'est pourtant que le bâtard d'un roi !
Que serait-ce, grand Dieu ! s'il était légitime ?...
Son épouse étant décédée en 1816, il se remarie le 6 décembre 1819 à Paris avec Antoinette Françoise Sidonie de Choiseul-Gouffier (1777-1862), fille de Marie Gabriel Florent Auguste de Choiseul Gouffier et d'Adélaïde de Gouffier. Veuve sans enfant d'Alexandre du Moucel marquis de Torcy (1778-1818). elle hérite de lui le château de La Rivière-Bourdet, près de Rouen, qu'elle apporte à son second époux. Aucun enfant n'est issu de ce second mariage.  
En 1817, Édouard de Fitz-James combat les tendances constitutionnelles du ministère, s'élève à la Chambre des pairs contre la loi du 5 février relative aux élections, et pousse l'hostilité à l'égard du duc Decazes jusqu'à se faire le défenseur de la liberté de la presse, qu'il demande comme contrepoids à la suspension de la liberté individuelle. Cette attitude lui vaut des ennemis à la Cour et il est mis à l'écart pendant quelque temps.
Il soutient en revanche de son éloquence incisive le comte de Villèle et le comte de Corbière, appuyant la loi sur le sacrilège et le rétablissement du droit d'aînesse. Il combat le ministère Martignac, plus modéré, et soutient tous les actes du ministère Polignac.
À partir de 1824, il fait  partie du comité philhellène de Paris.

#### Monarchie de Juillet
Après la Révolution de 1830, il accepte de prêter serment à la monarchie de Juillet et continue à siéger à la Chambre des pairs, où il est un des orateurs les plus notables du parti légitimiste. Il prend une part active à la discussion du projet de loi qui appelle sous les drapeaux 80 000 hommes de la classe de 1830 et, quelques jours plus tard (2 mars 1831), à l'occasion des troubles du 14 février dans l'église Saint-Germain-l'Auxerrois, il trace un lugubre tableau de l'état de la France, attribuant le malaise de la nation aux tergiversations des ministres. Il proteste contre la loi relative au bannissement de Charles X et de sa famille, défend l'hérédité de la pairie et, lorsque celle-ci est supprimée, il donne sa démission de pair (il fut suivi par plusieurs autres pairs dont Edgar Clarke de Feltre).
En 1832, accusé d'avoir secondé les tentatives de la duchesse de Berry pour susciter des soulèvements royalistes, il est arrêté, puis relâché faute de preuves.
Le 10 janvier 1835, il est élu député par le 2e collège de la Haute-Garonne (Toulouse) en remplacement de Berryer qui avait opté pour la circonscrdiption d'Yssingeaux. Il siége dans les rangs de la droite et prononce à la tribune plusieurs discours retentissants, notamment contre l'alliance avec le Royaume-Uni (1837), au sujet de la quadruple alliance et de l'intervention en Espagne. 
Réélu le 4 novembre 1837, il meurt l'année suivante, pendant la législature.

## Famille
Il épouse en premières noces, le 2 mai 1798 à Londres, Elisabeth-Alexandrine Levassor de La Touche de Longpré, (1773-1808), fille de François-Alexandre Levassor de La Touche de Longpré et de Laure Girardin de Montgérald. Ils ont trois enfants.
- Antoinette Alexandrine Claudine de Fitz-James (6 octobre 1799 - 4 novembre 1837), célibataire, sans enfants ;
- Jacques Marie Emmanuel de Fitz-James, 7e duc de Fitz-James (18 avril 1803 - 10 juillet 1846) épouse Marguerite Claire Stéphanie de Marmier (30 septembre 1807 - 15 octobre 1888), dont descendance ;
- Charles François Henri de Fitz-James, comte de Fitz-James (7 mars 1805 - 28 mars 1883) épouse Cécile Marie Émelie Charlotte de Poilly (15 octobre 1814 - 24 octobre 1856), dont descendance.

Il épouse en secondes noces, le 6 décembre 1819 à Paris, Antoinette Françoise Sidonie, (1777-1862), fille de Auguste de Choiseul-Gouffier, comte de Choiseul et de Adélaïde Marie Louise Gouffier. Ils n'ont pas d'enfants.

## Distinctions

### Décorations
- Chevalier de l'Ordre du Saint-Esprit (30 mai 1825)
- Chevalier de l'Ordre de Saint-Michel (30 mai 1825)
- Commandeur de la Légion d'honneur (décret du 19 août 1829)[6].
  -  Officier de la Légion d'honneur (décret du 11 septembre 1814)
  -  Chevalier de la Légion d'honneur (décret du 11 septembre 1814)